# Fulár

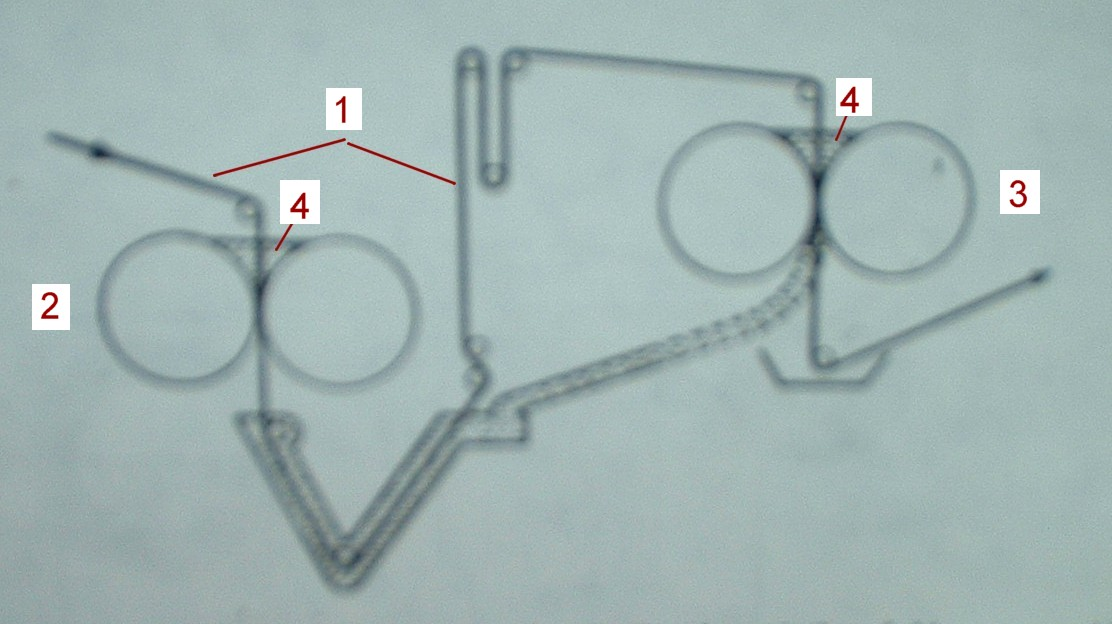
Schéma dvojitého fuláru

Fulár (anglicky: foulard, německy: Foulard) je stroj k nanášení tekutých přípravků na textilie, tedy ke klocování.

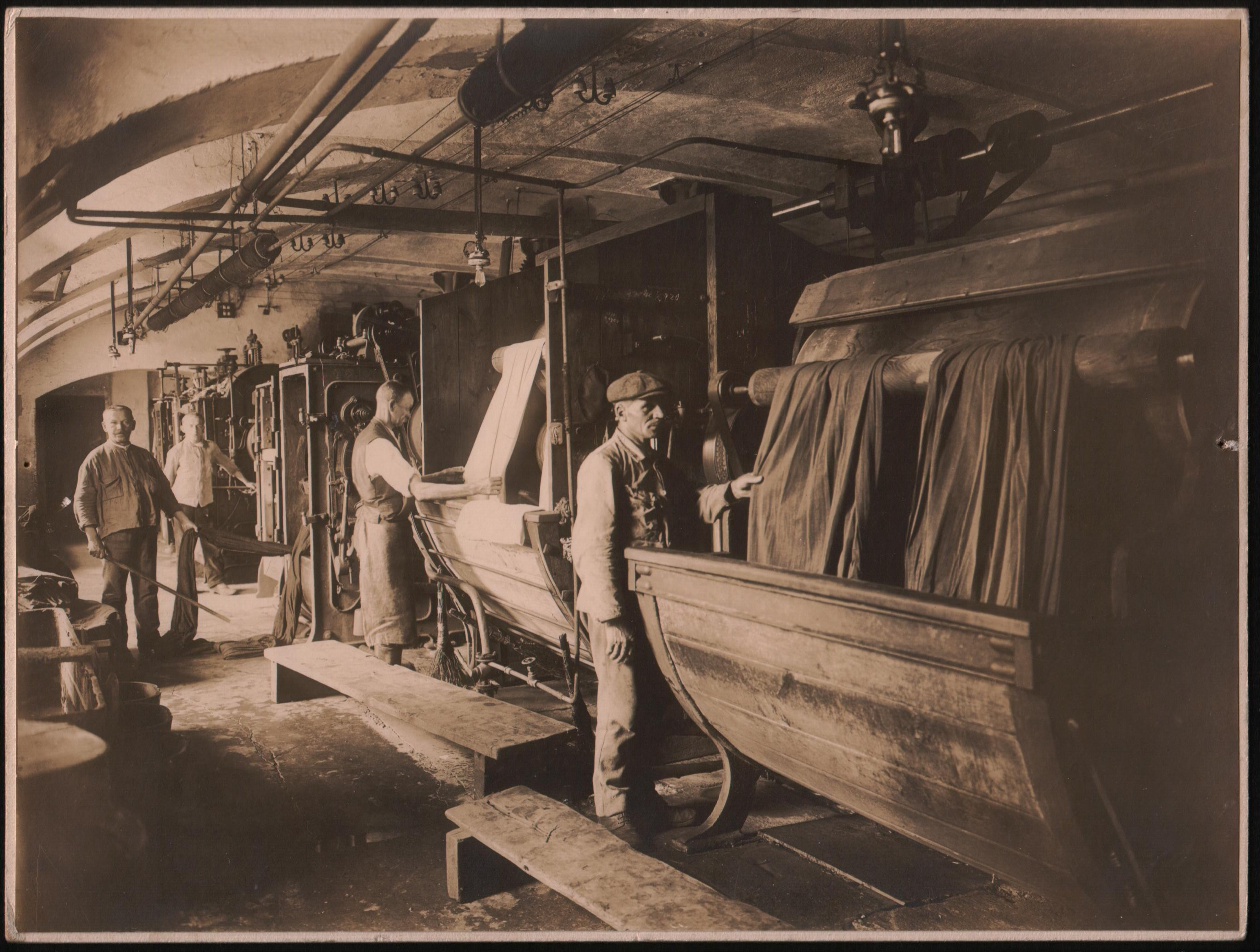
Fulár z roku 1915

Textilie probíhá strojem v plné šíři, bez lomů a záhybů, přebytečná tekutina se odmačkává mezi válci, na které působí vysoký tlak.
Schematický nákres vpravo znázorňuje funkci dvojitého barvicího fuláru:
Tkanina (1) je vedena k páru válců (2), mezi kterými prochází spolu s barvivem (4), přebytečná tekutina odkapává do potrubí a procedura se opakuje mezi dalším párem válců (3).
Fulár se používá hlavně při kontinuálním barvení, kde je nezbytnou součástí výrobních linek.
Kombinuje se zde například fulár s džigrem a po dalším fuláru následuje odležení a Pad-Roll (fixace barviva za studena).
Fulár se dá použít také k apretování (např. matování, flačování)

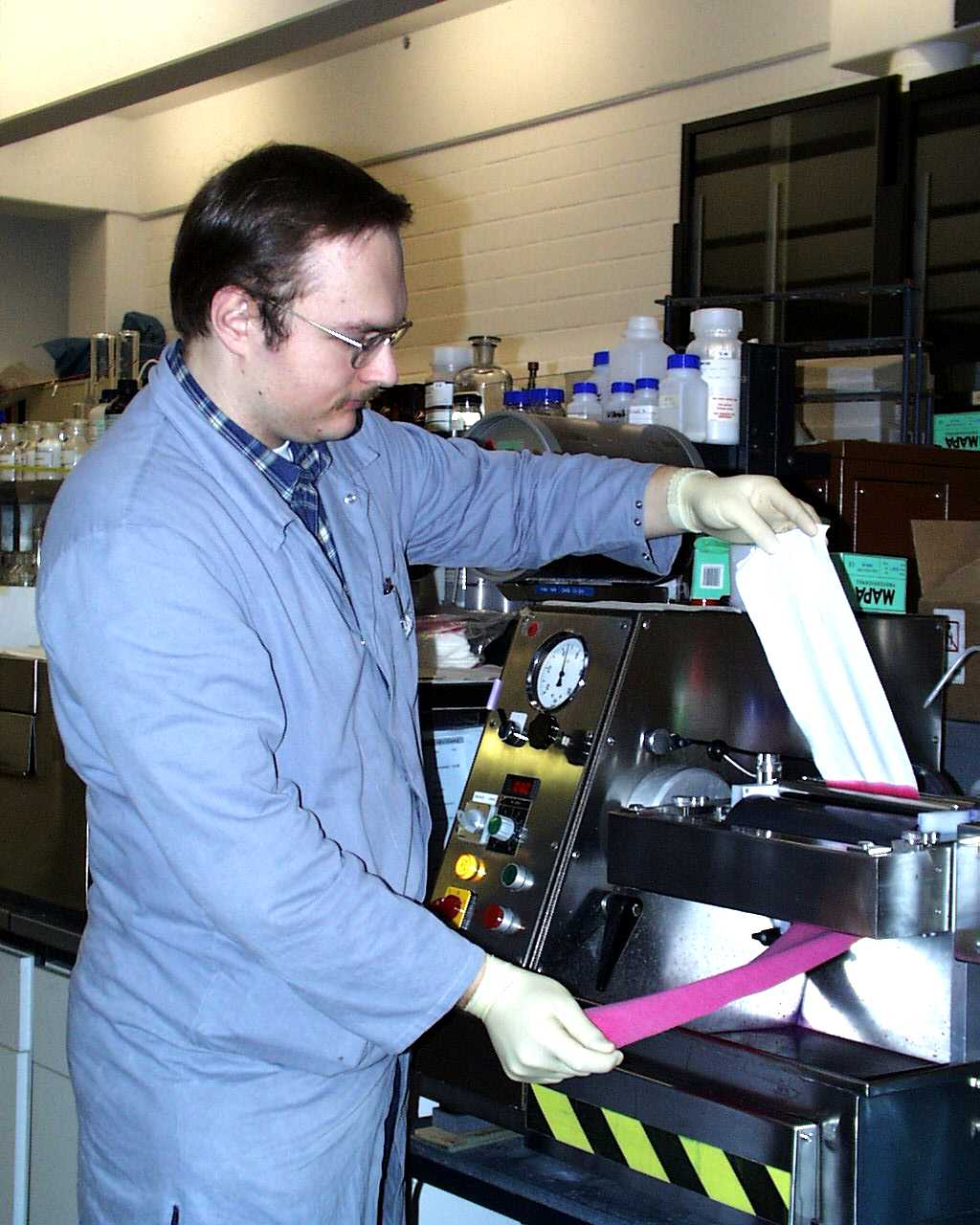
Laboratorní fulár

Fulardování je nanášení barviva a pomocných zušlechťovacích prostředků s pomocí fuláru.
Označení fulár se používá také pro jemnou tkaninu z  přírodního hedvábí nebo  umělovlákenných filamentů